# Große Straße (Wittenburg)

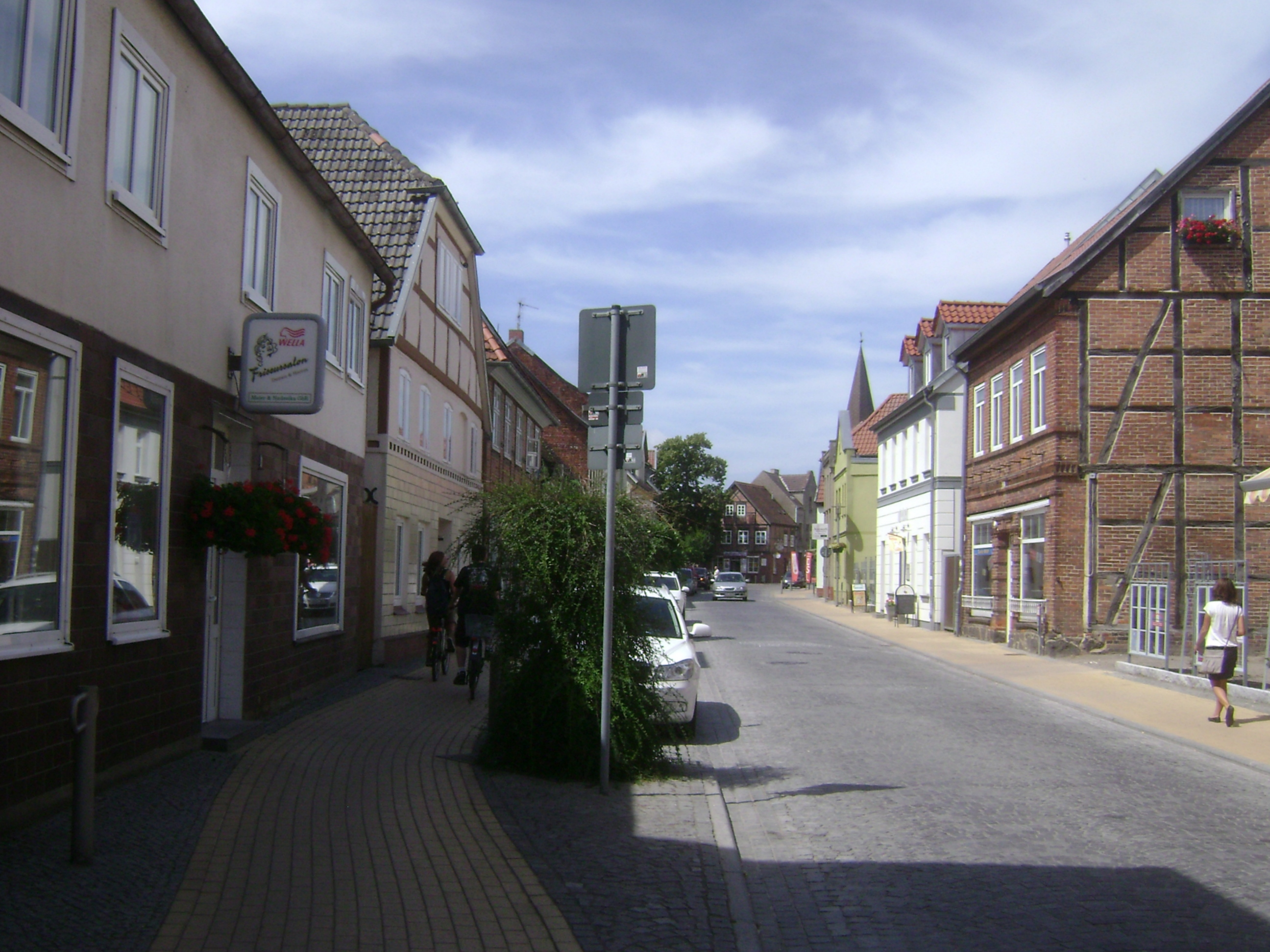
Große Straße: Blick nach Nord/West

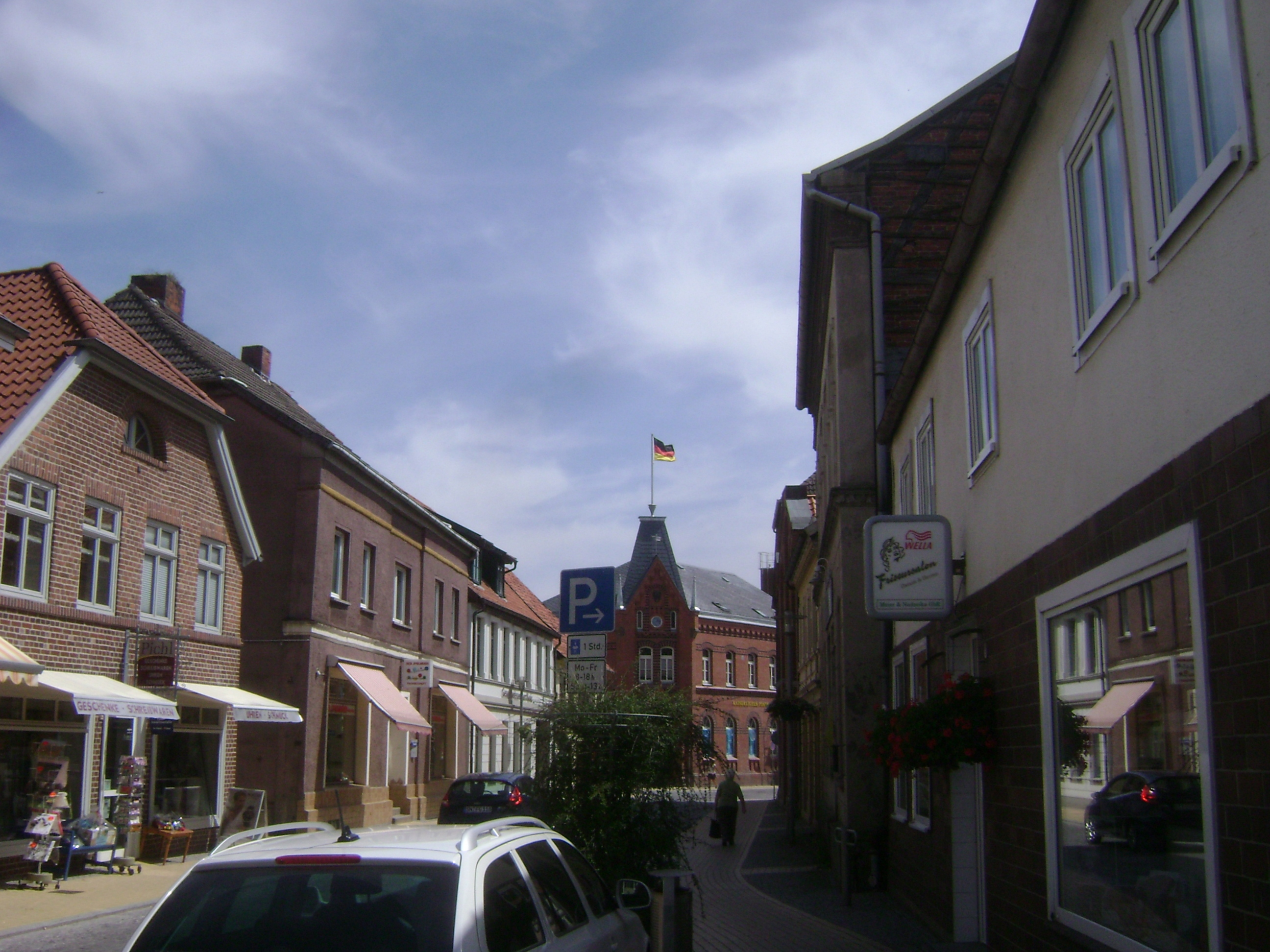
Große Straße: Blick nach Süd/Ost Richtung Post

Die  Große Straße in Wittenburg (Mecklenburg-Vorpommern) ist die zentrale Haupt- und Einkaufsstraße der Stadt. Sie verläuft in Süd-Ost-/Nord-West-Richtung von der Straße Steintor bis Mühlentor.
Viele  Gebäude an der Straße stehen unter Denkmalschutz (D).

## Geschichte

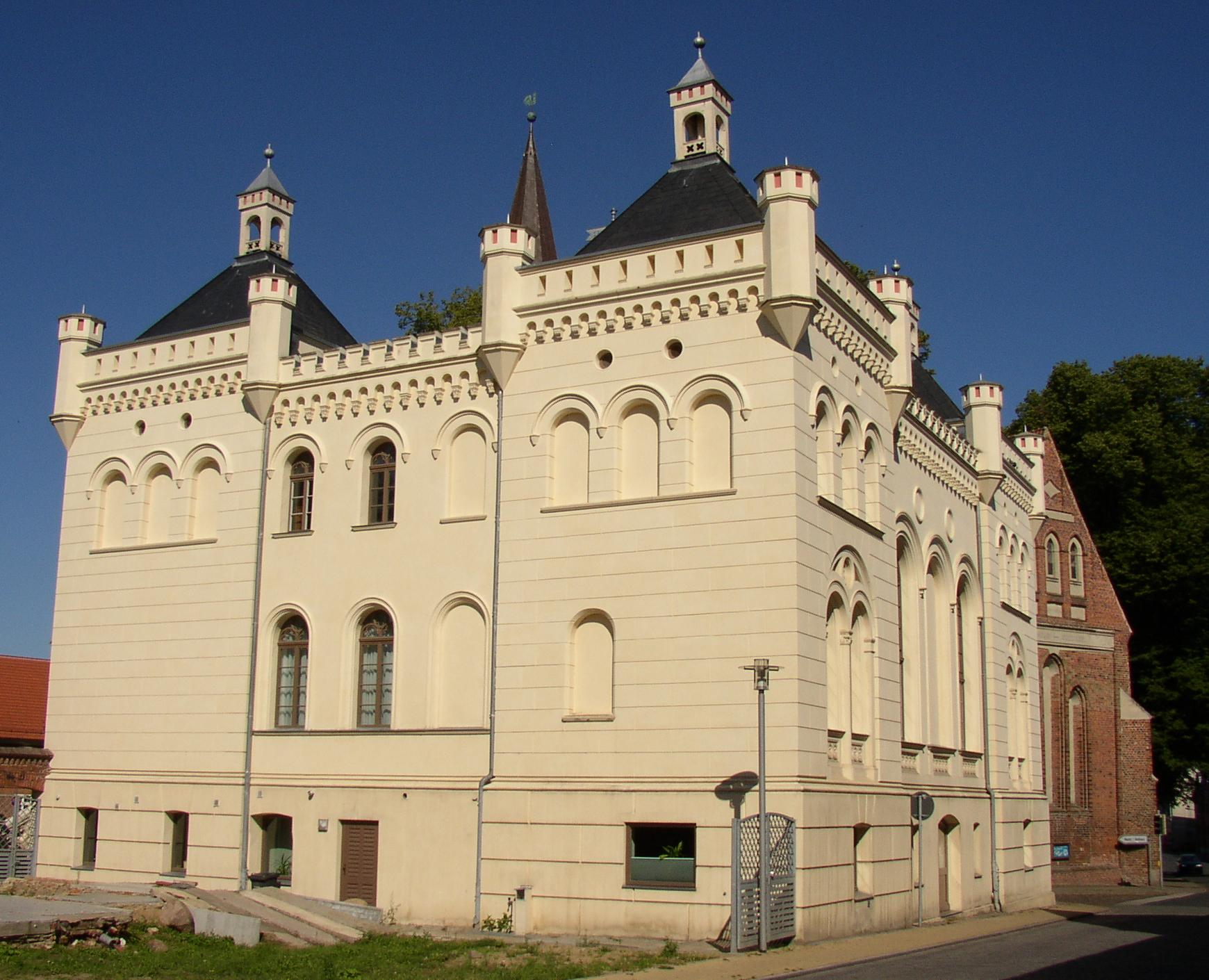
Rathaus: Rückseite Große Straße

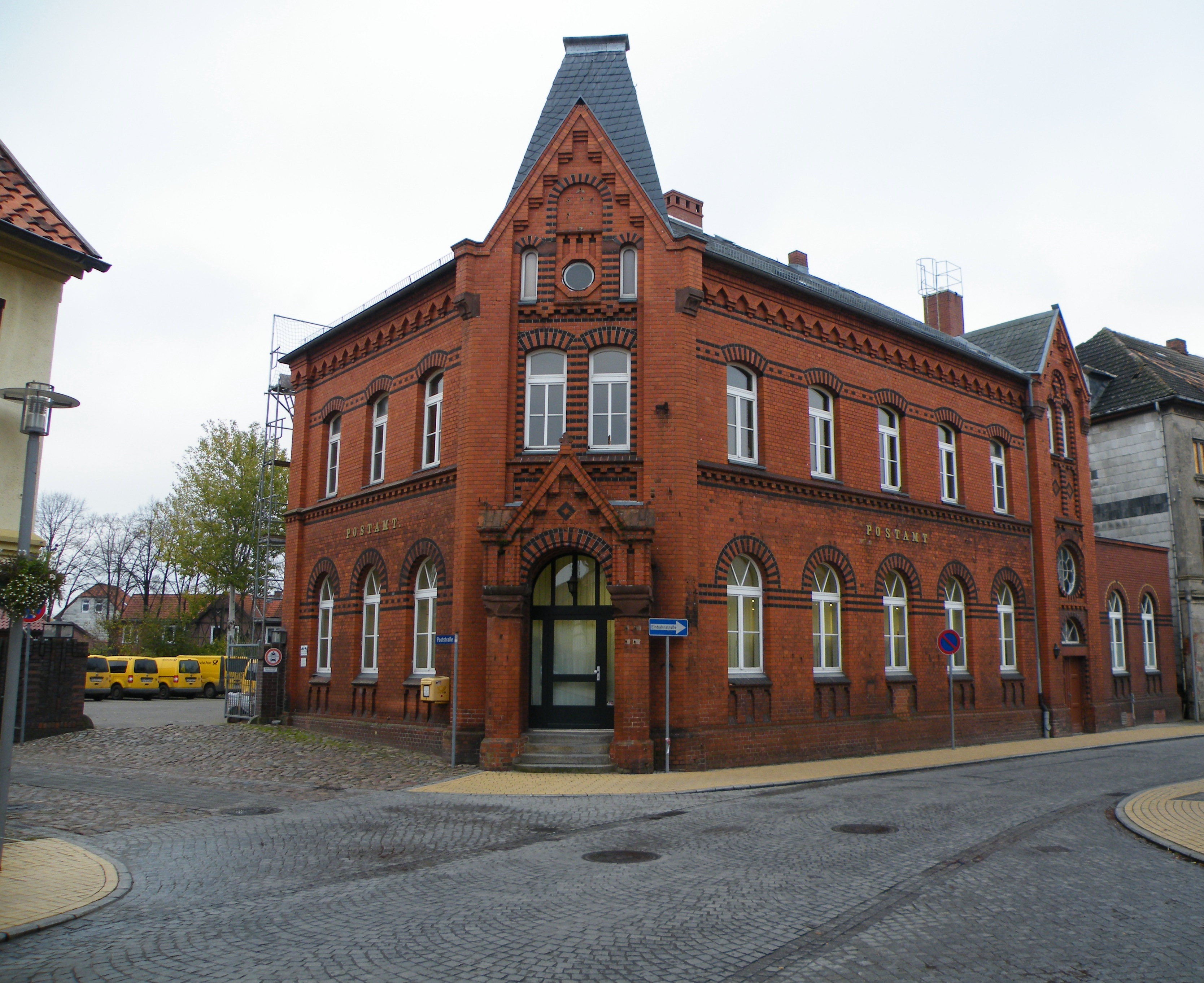
Nr. 6: Postamt

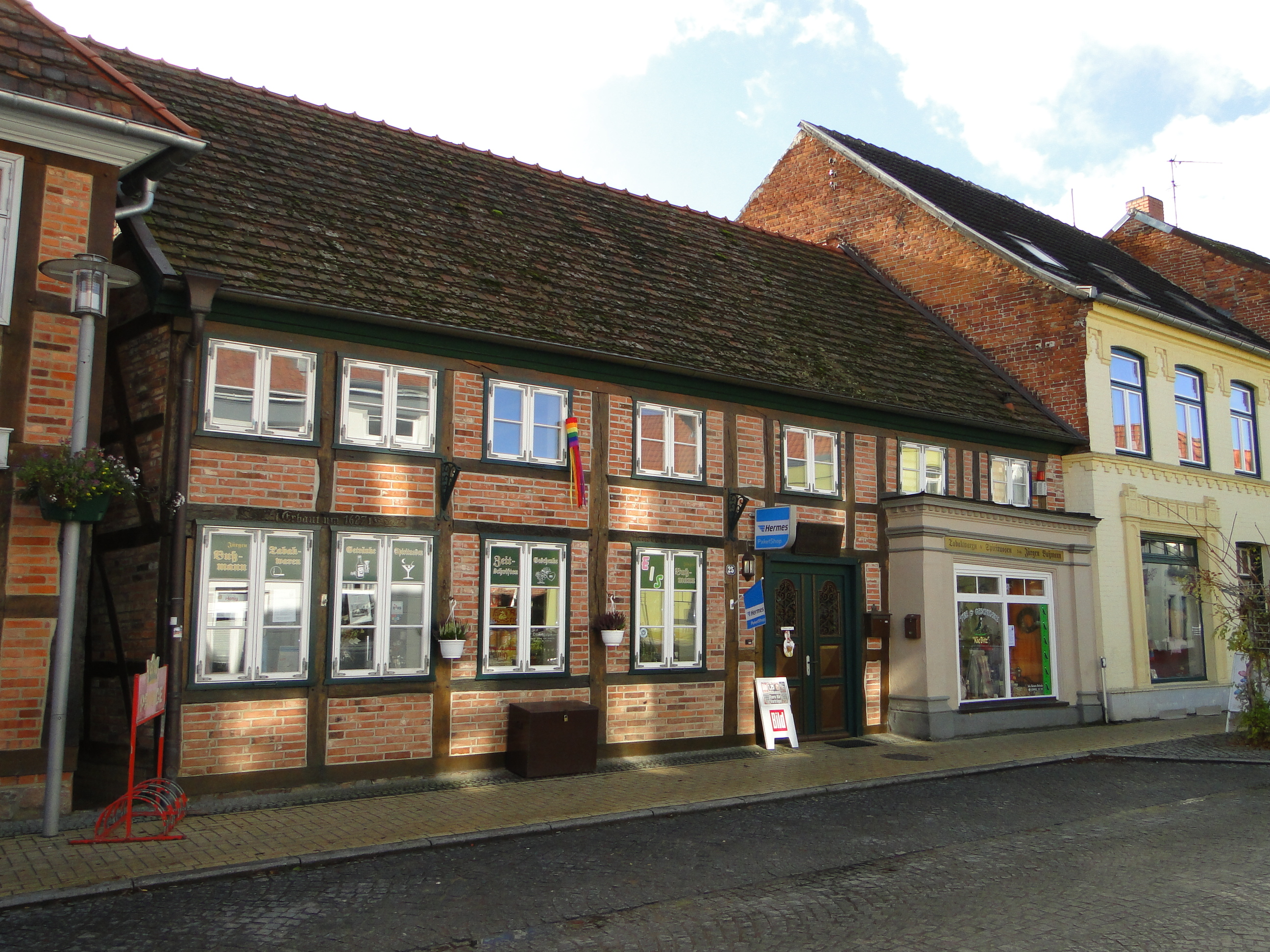
Nr. 25: Fachwerkhaus

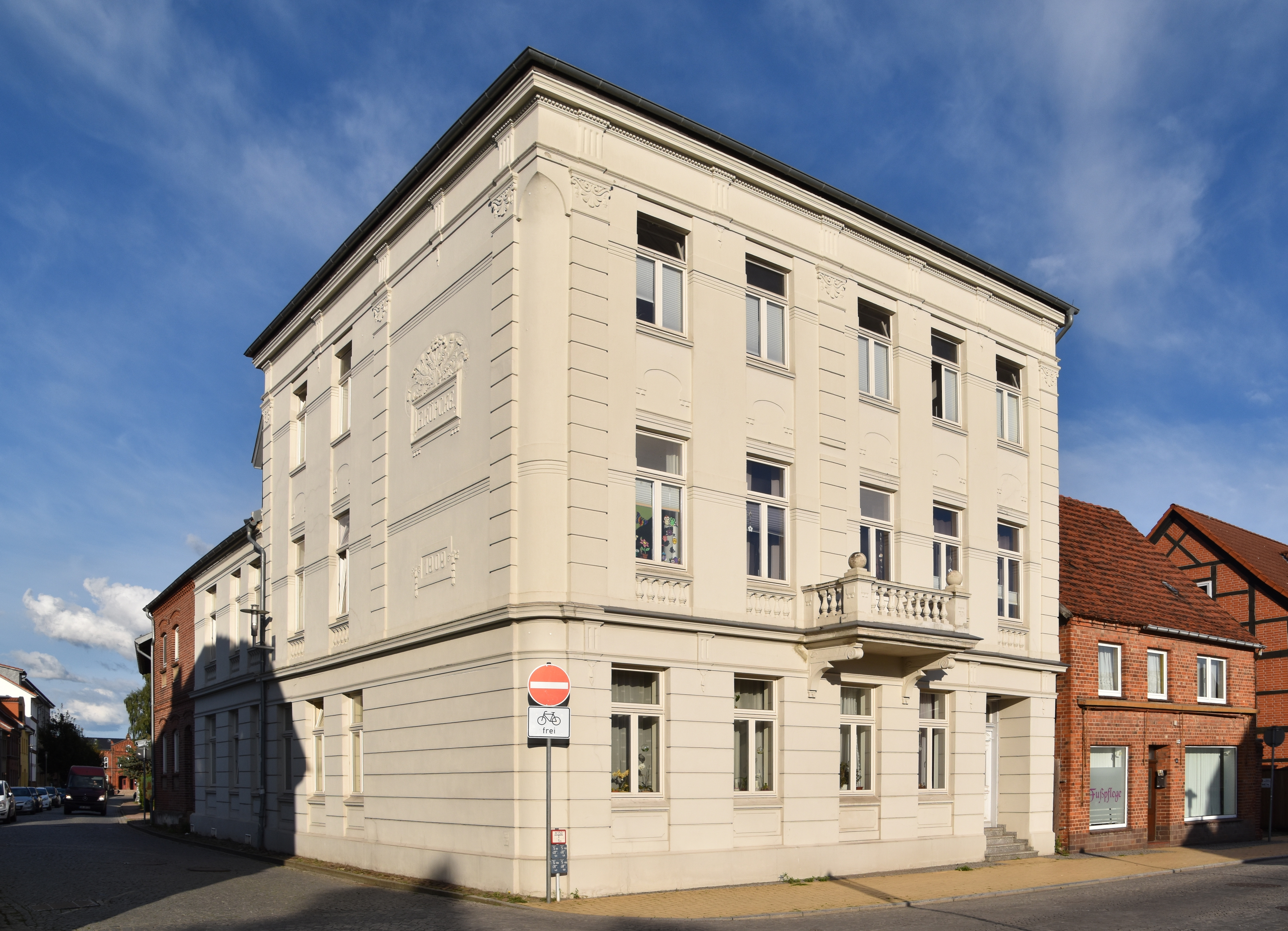
Nr. 48: Wohnhaus Köpcke

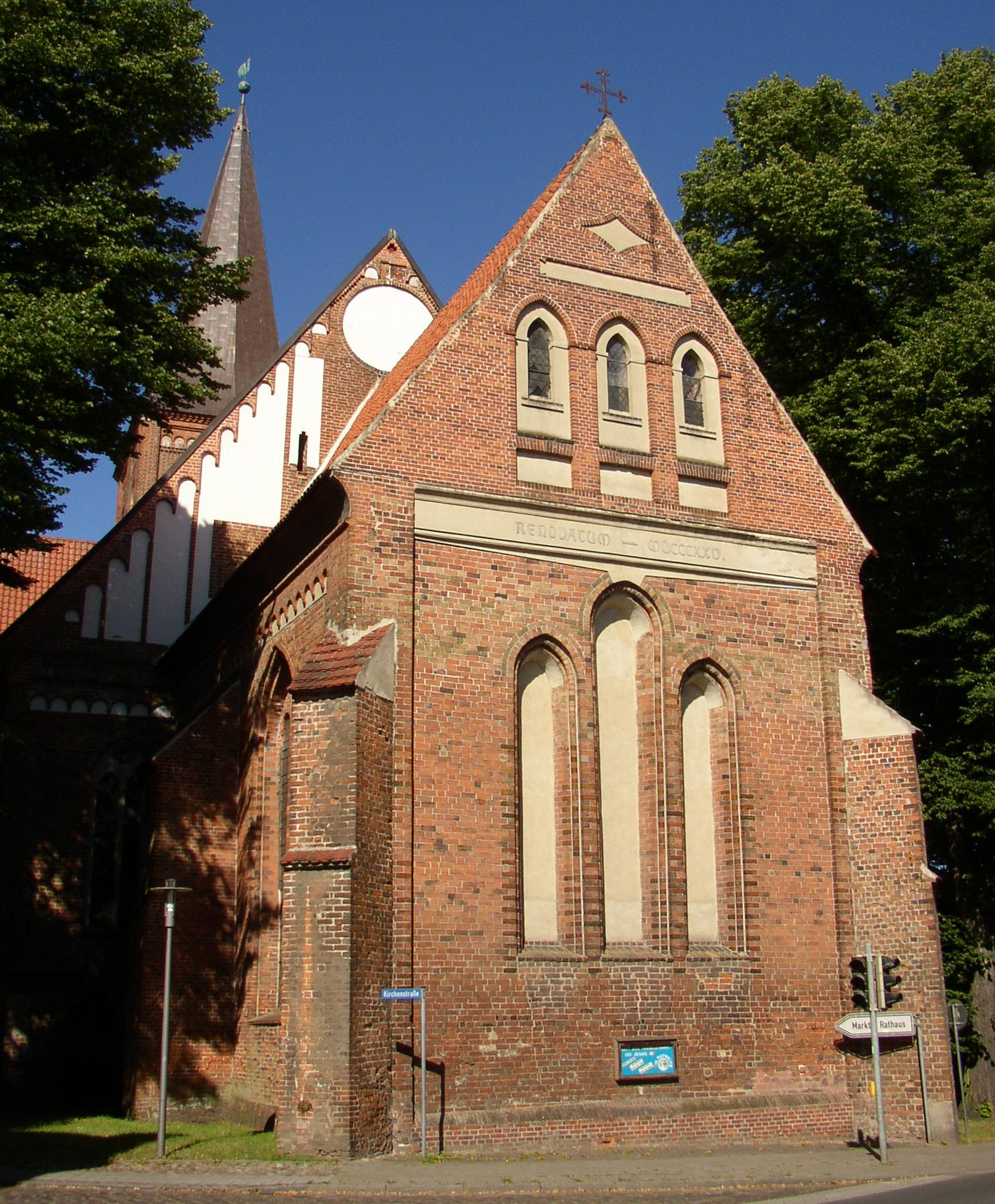
Bartholomäuskirche: Ansicht zur Großen Straße

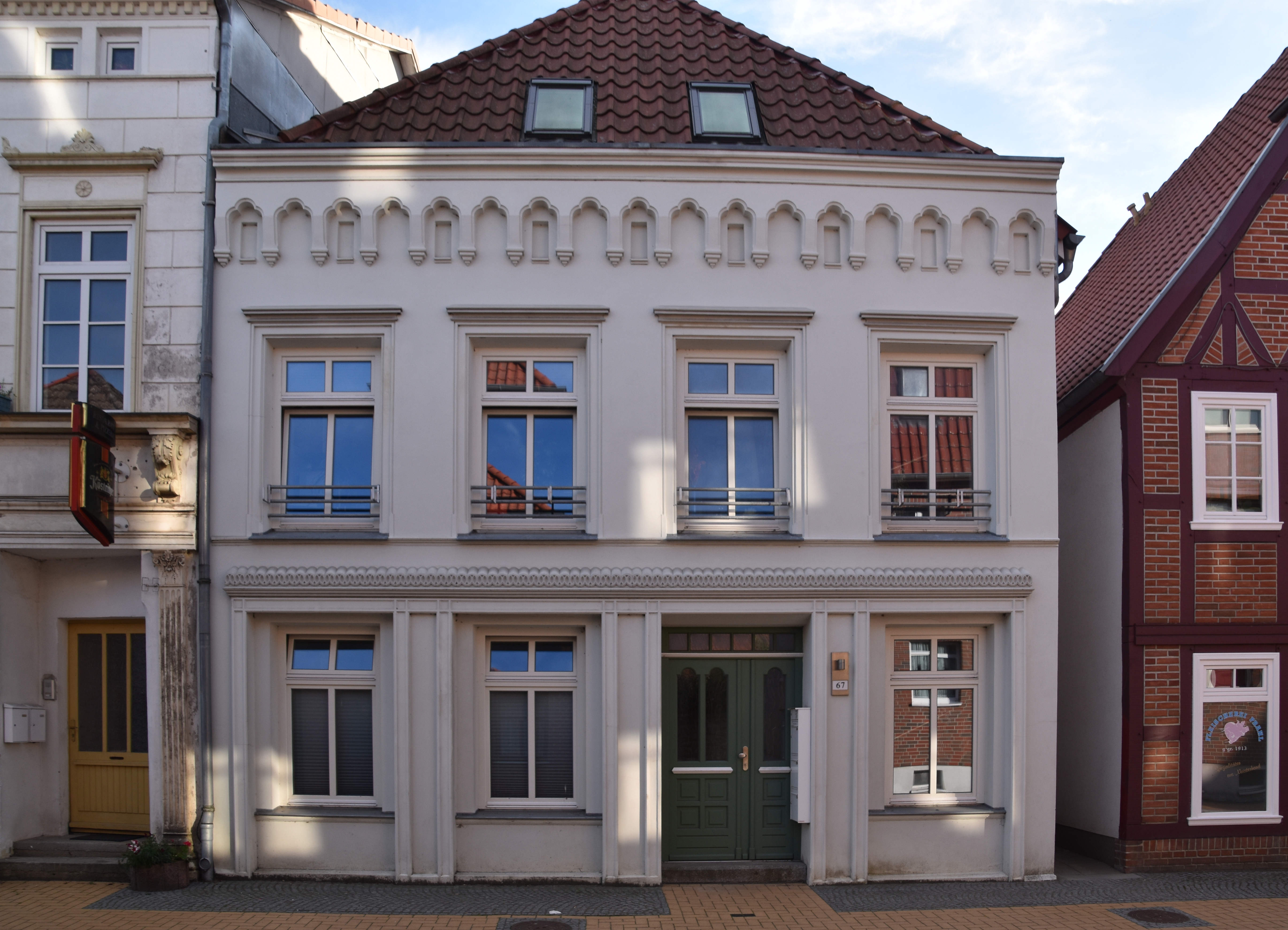
Nr. 67

Die Stadt Wittenburg mit 6303 Einwohnern (2020) wurde 1194 als provincie erstmals erwähnt und 1230 als civitas (Stadt).
Die Große Straße gehört zu den ältesten Straßen der Stadt und wurde im Mittelalter angelegt. Sie führt vom Steintor bis zum Mühlentor als jeweilige Grenze der Altstadt, die damals von einer Stadtmauer umgeben war. An der Straße entstand im Mittelalter die Bartholomäuskirche und 1852 das Rathaus. Ab Ende des 19. Jahrhunderts wurden viele Wohnhäuser umgebaut und erhielten ihre Schaufenster. Der Mecklenburger Hof (Nr. 37), später Hotel Stadt Hamburg, mit einem Restaurant besaß einen großen Saal, in dem getanzt und Vorträge gehalten wurden und den die Liedertafel als Gesangverein nutzte.
Bei Grabungen in der Straße von 1996 wurden mittelalterliche Bohlendämme entdeckt. Die Straße wurde dann im Rahmen der Städtebauförderung um und nach 2000 in vier Abschnitten saniert und erhielt straßenbegleitende Parkplätze, barrierefreie Bushaltestellen und bessere Überwege mit Blindenleitsystemen.
Bis 2020 haben viele Einzelhändler ihre Läden aufgegeben, auf Grund der Konkurrenz von Ladenzentren am Stadtrand.

## Gebäude
Die Häuser, zumeist traufständig und zweigeschossig, wurden überwiegend im Rahmen der Städtebauförderung saniert.
- Nr. 3: 2-gesch. saniertes Wohn- und Geschäftshaus mit vier neuen Dachhäusern
- Nr. 6: 2-gesch. ehem. Postamt, heute saniertes Wohnhaus von 1890 (D)
- Nr. 7: 2-gesch. saniertes Wohnhaus mit Krüppelwalmdach
- Nr. 8: 2-gesch. Wohnhaus (D)
- Nr. 9: 2-gesch. Wohnhaus (D)
- Nr. 10: 2-gesch. saniertes Wohnhaus (D)
- Nr. 14: 2-gesch. saniertes Wohn- und Geschäftshaus als Giebelghaus mit Krüppelwalmdach
- Nr. 15: 2-gesch. Wohn- und Geschäftshaus mit Fleischerei
- Nr. 17: 2-gesch. Wohnhaus mit Mezzanin und Speicher (D), unsaniert
- Nr. 20: 2-gesch. saniertes Wohn- und Geschäftshaus (D)
- Nr. 22: 2-gesch. saniertes Wohnhaus mit neuen Gauben
- Nr. 23: 2-gesch. saniertes Wohn- und Geschäftshaus als Fachwerkhaus
- Nr. 25: 2-gesch. Wohnhaus (D), saniertes Fachwerkhaus vermutlich aus dem 18. Jahrhundert
- Nr. 27: 2-gesch. saniertes Wohn- und Geschäftshaus
- Nr. 30: 2-gesch. Wohnhaus (D), saniert um 1993/94
- Nr. 30: 2-gesch. saniertes Wohn- und Geschäftshaus als Giebelhaus mit Krüppelwalmdach
- Nr. 34: 2-gesch. Wohn- und Geschäftshaus
- Nr. 35: 2-gesch. saniertes Wohn- und Geschäftshaus (D), mit Bäckerei
- Nr. 36: 2-gesch. saniertes Wohn- und Geschäftshaus
- Nr. 37: 2-gesch. Wohn- und Geschäftshaus als Neubau nach 1991 einer Bank; früher Standort des Hotels und Restaurants Mecklenburger Hof bzw. später Haus Hamburg, der Saal des Hotels wurde ab um 1934 auch als Kino genutzt
- Nr. 38: 2-gesch. saniertes Wohn- und Geschäftshaus, früher Kolonialwarenhandlung Angelo Martens, nach Umbau überformt
- Nr. 39: 2-gesch. 7-achsiges saniertes Wohn- und Geschäftshaus (D) mit Krüppelwalmdach
- Nr. 40: 2-gesch. saniertes Wohn- und Geschäftshaus, verputzte Fassade, seitlich Fachwerk; früher Standort der Mühlen- und Handelsgesellschaft Wolf, Wulf & Co
- Nr. 41: 2-gesch. saniertes Wohn- und Geschäftshaus als Eckhaus mit zwei Giebeln, an der sich Große Straße und Spiegelberg teilen, früher war hier eine Drechslerei, ab 1924 ein Milchgeschäft, heute ein Kosmetik-Salon
- Nr. 42: nicht erhaltenes 2-gesch. Wohn- und Geschäftshaus, Fachwerkbau von 1731
- Nr. 45: 3-gesch. Wohnhaus
- Nr. 48: 3-gesch. saniertes Wohnhaus Köpcke von 1909 (D)
- Nr. 47 bis 53: Freifläche seitlich vom Rathaus mit Zugang zur fiktiven U-Bahn, früher 2-gesch. Wohn- und Geschäftshäuser
- Kunstobjekt U-Bhf Rathaus
- Rathaus Wittenburg von 1852 (D), historisierender Bau nach Plänen von  Georg Adolf Demmler
- Bartholomäuskirche, dreischiffige gotische Hallenkirche aus der zweiten Hälfte des 13. Jahrhunderts
- Nr. 50: 2-gesch. saniertes Fachwerk-, Wohn- und Geschäftshaus als Eck- und Giebelhaus mit Krüppelwalmdach, früher ab 1906 nach Umbau Schreibwarengeschäft Karl Kurz
- Nr. 52: 2-gesch. Wohn- und Geschäftshaus; früher Drogerie und Kolonialwarenhandlung, ab 1914 nach Umbau und neuer Fassade mit zwei Dachhäusern für ein Geschäft für Lebensmittel, Kolonial- und Haushaltswaren
- Nr. 54: 2-gesch. Wohn- und Geschäftshaus, früher mit der Rathausdrogerie
- Nr. 56: 2-gesch. Wohn- und Geschäftshaus, früher mit Bäckerei Düwel und ab 1919 Rathauscafé, Konditorei und Saal im OG. von Paul Schlottmann
- Nr. 57: 2-gesch. Wohn- und Geschäftshaus mit Restaurant
- Nr. 58: 3-gesch. saniertes historisierendes Wohn- und Geschäftshaus aus der Gründerzeit
- Nr. 60: 3-gesch. neues Wohn- und Geschäftshaus als Lückenschließung von um oder nach 2000
- Nr. 62: 2-gesch. saniertes Wohnhaus als Fachwerkhaus mit Walmdach
- Nr. 64: 2-gesch. Wohnhaus (D), verputztes saniertes Giebelhaus
- Nr. 66: 2-gesch. Wohn- und Geschäftshaus, früher  Schlachterei Graab ab 1925 Müller
- Nr. 67: 2-gesch. saniertes Wohn- und Geschäftshaus mit Walmdach und stark verziertem Gesims
- Nr. 68: früher 2-gesch. Wohn- und Geschäftshaus, seit 1735 Standort der Löwenapotheke, um ab 1900 vermarkte der Apotheker das Wittenburger Heilwasser aus der nahen Undine-Quelle; aktuell wohl noch Baulücke
- Nr. 69: 2-gesch. Wohnhaus (D), sanierte giebelständige Straßenfachwerkfassade, früher Pumpengeschäft Friedrich Drenkhahn
- Nr. 70: 2-gesch. verklinkertes Giebel-, Wohn- und Geschäftshaus mit Krüppelwalmdach, früher seit 1905 Geschäft für Musikinstrument und Silberwaren von Albert Hagenow
- Nr. 71: 2-gesch. verputztes Geschäftshaus von 1907 mit Mezzanin und Giebel mit rundem Abschluss gebaut als  Filiale des Kaufhauses Gustav Ramelow im Jugendstil; Ramelow hatte 1872 sein erstes Geschäftshaus im nahen Klütz gegründet. Nach 1945 war hier ein Konsumgeschäft und danach verschiedene wechselnde Nutzer.
- Nr. 72 Giebelhaus mit Krüppelwalm
- Nr. 74: 2-gesch. saniertes rotes Wohnhaus mit Giebel und Krüppelwalm
- Nr. 78/80: 2-gesch. ehem. Scheune die abgerissen wurde
- Nr. 82: 2-gesch. Wohn- und Geschäftshaus als Giebelhaus mit Krüppelwalm, früher Geschäft für Tierfelle und später auch Tabakwaren Meincke
- Nr. 84/86: 3-gesch. saniertes Wohnhaus mit Fachwerkelementen im Giebel
- Nr. 90: 2-gesch. saniertes ockerfarbenes Wohnhaus mit Giebel und Krüppelwalm
- Nr. 92: 2-gesch. Wohnhaus (D), saniert um 2013

### Stolpersteine
Verlegte Stolpersteine befinden sich bei
- Nr. 54 für Max Lazarus (1884–1941), ermordet in Minsk und Martha Lazarus (1889–1939), Selbstmord,
- Nr. 67 für Philip Stiel (1863–1942), ermordet in Theresienstadt und Anna Stiel (1875–1944), ermordet in Auschwitz.

## Anschluss- und Nebenstraßen
Die Anschluss- und Nebenstraßen wurden benannt als Steintor nach dem früheren Tor in der Stadtmauer, Wasserstraße nach dem früheren Wallgraben, Bahnhofstraße nach dem Bahnhof, Wallstraße nach dem Wall der früheren Befestigungsanlage, Poststraße nach dem früheren Postamt, Gang ohne Namen, Schweriner Straße nach der Landeshauptstadt, Spiegelberg evtl. nach den Spiegel herstellenden Glasbläsern, Heinrich-Heine-Straße nach dem Dichter (früher Faule Straße), Schulstraße nach der Schule, zu der sie führt, Kirchenstraße nach der Kirche St. Bartholomäus, Friedrich-Tarnow-Straße nach einem örtlichen Pädagogen und Heimatforscher, Amtsberg nach dem früheren Amtsgericht und Amt, Kirchplatz nach der Kirche St. Bartholomäus, Wallstraße (s. o.), Am Mühlenteich und Mühlentor nach dem früheren Tor in der Stadtmauer.

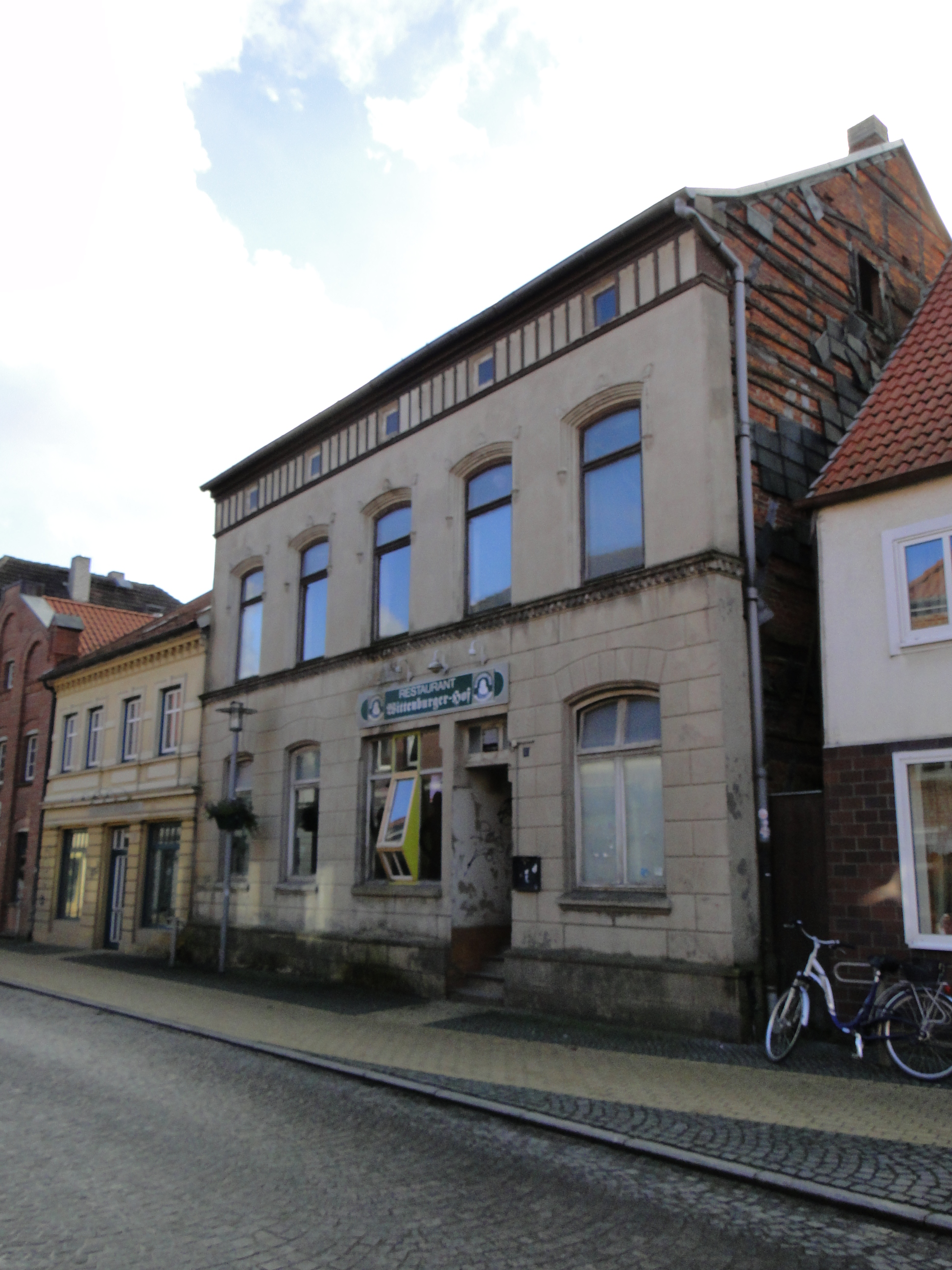
Nr. 17
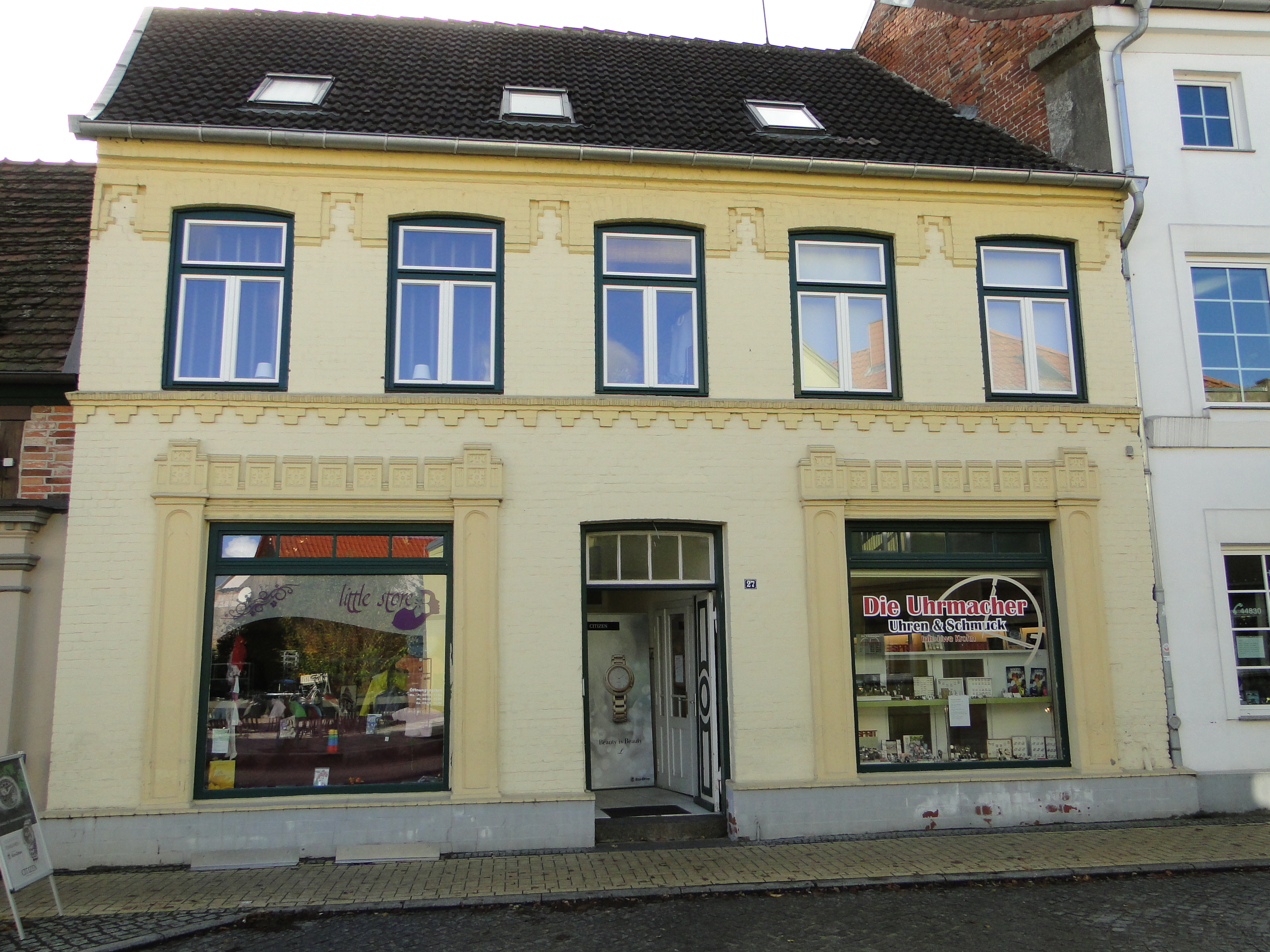
Nr. 27
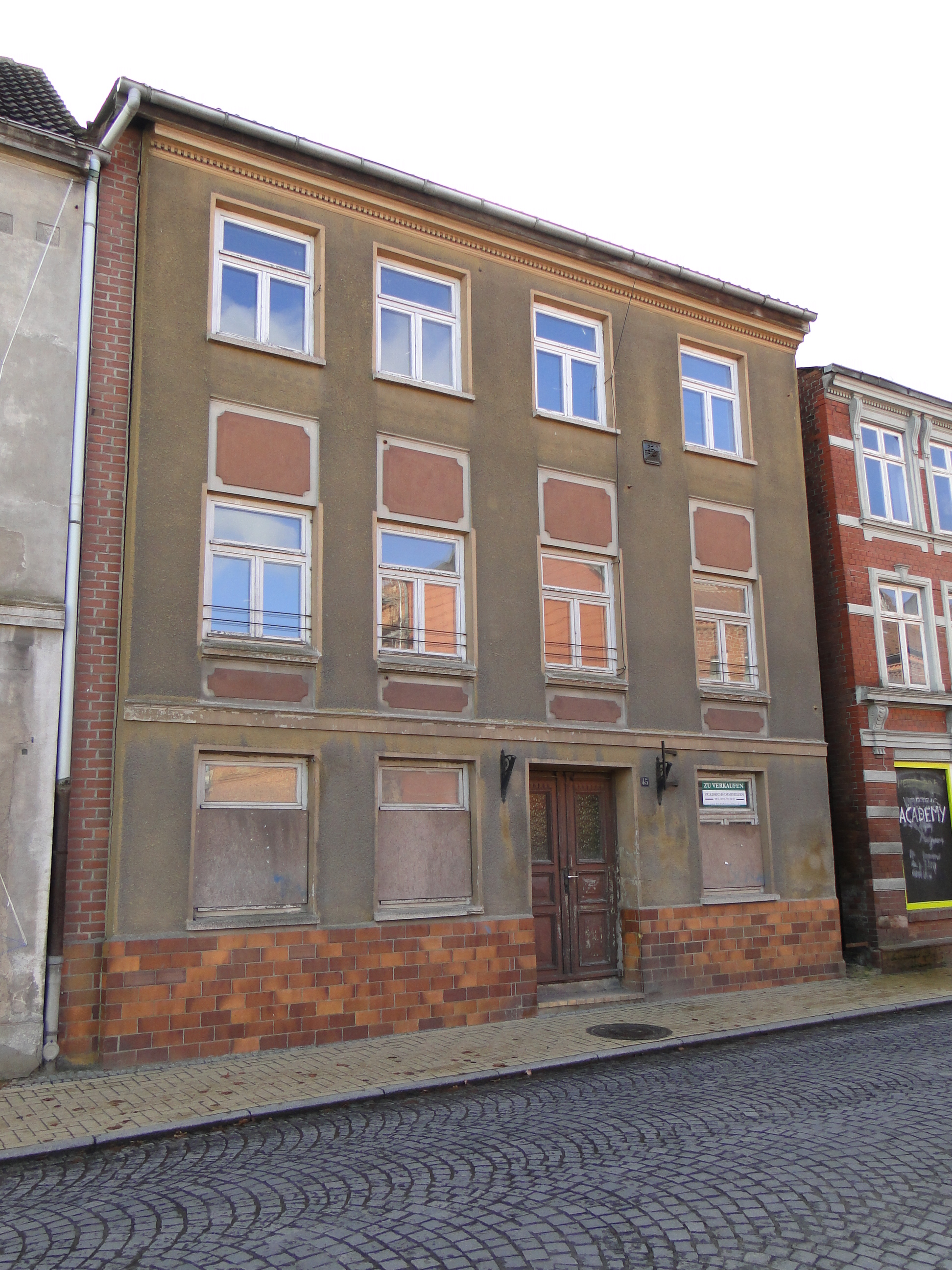
Nr. 45
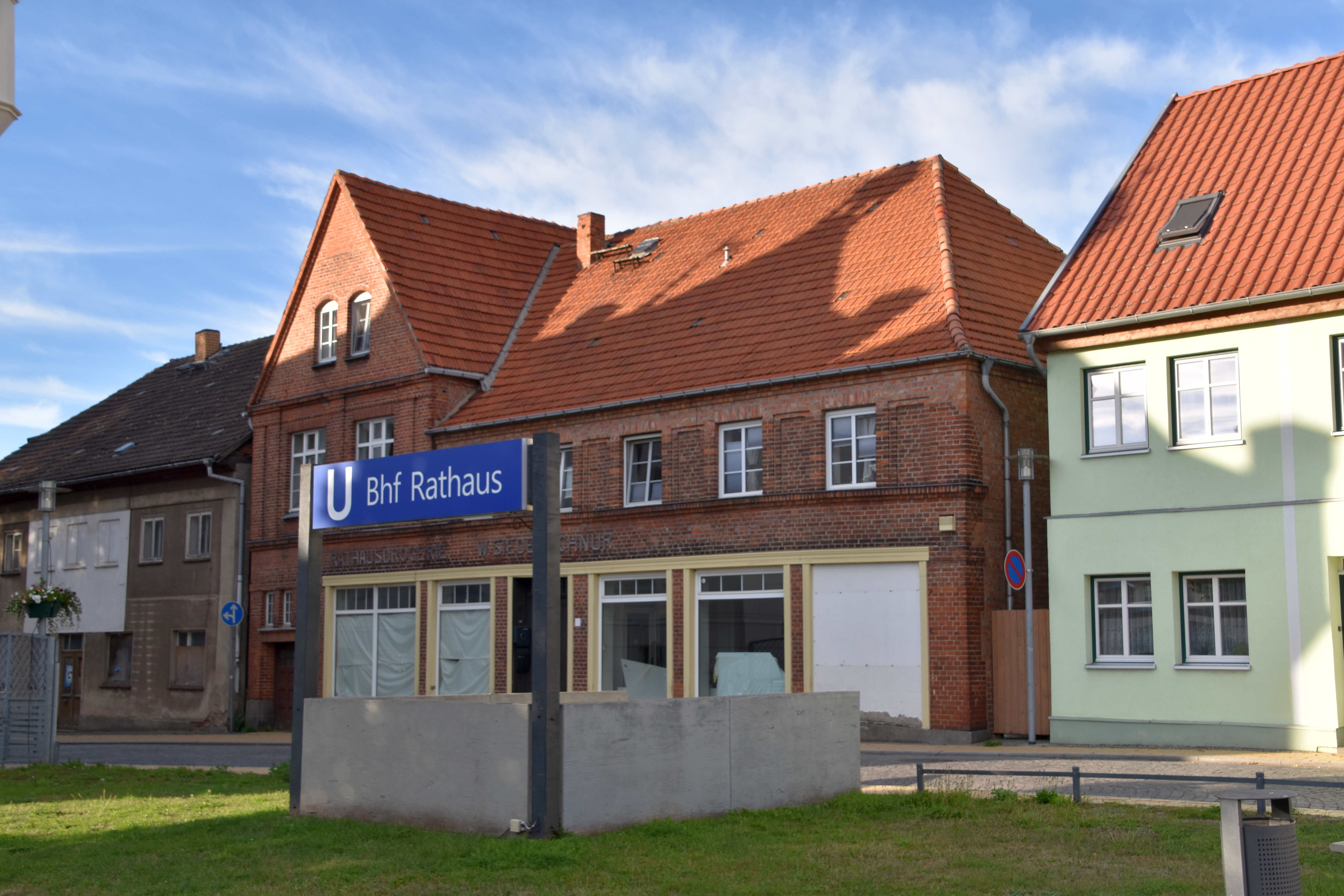
Nr. 52
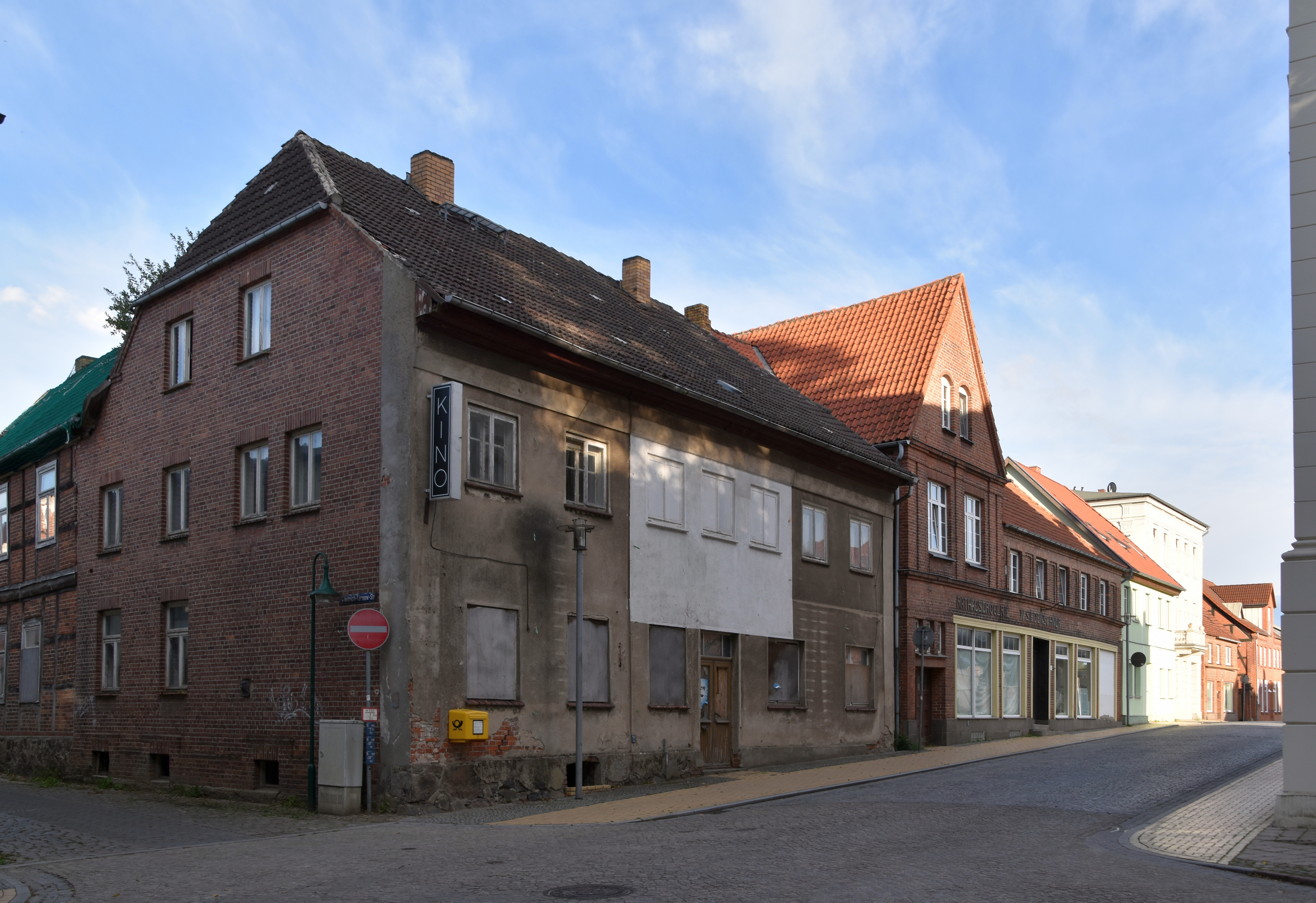
Nr. 54
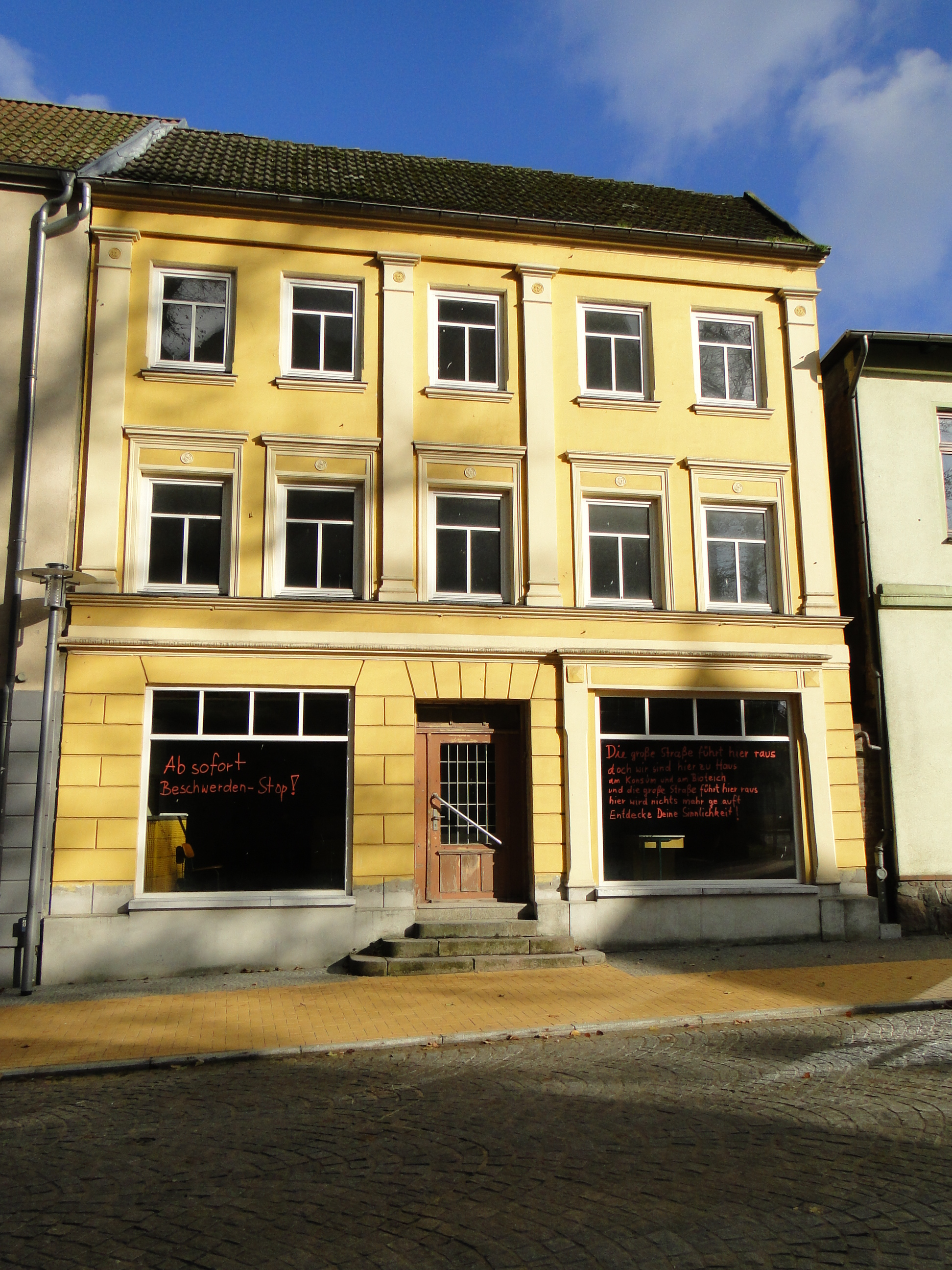
Nr. 58
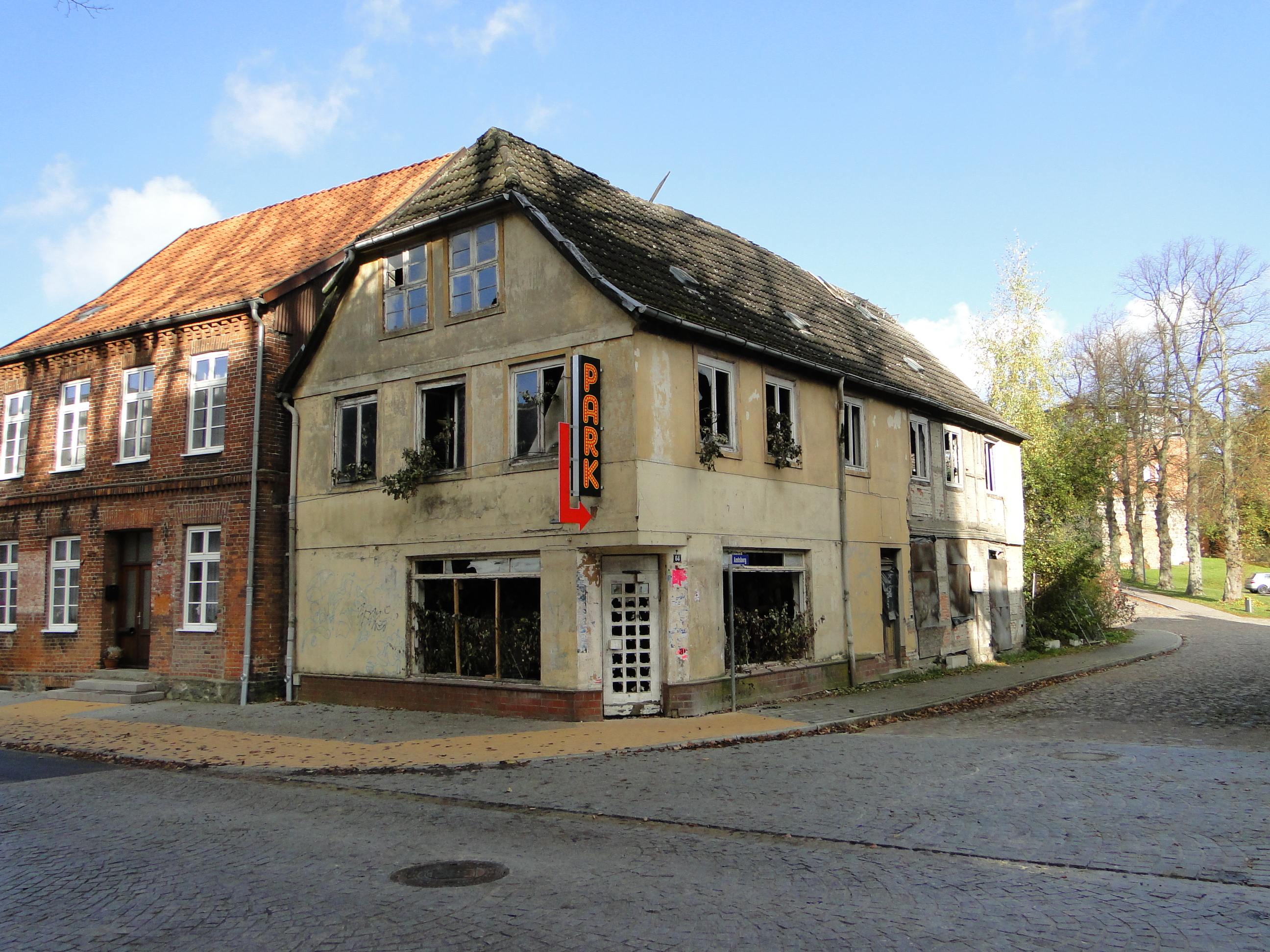
Nr. 64
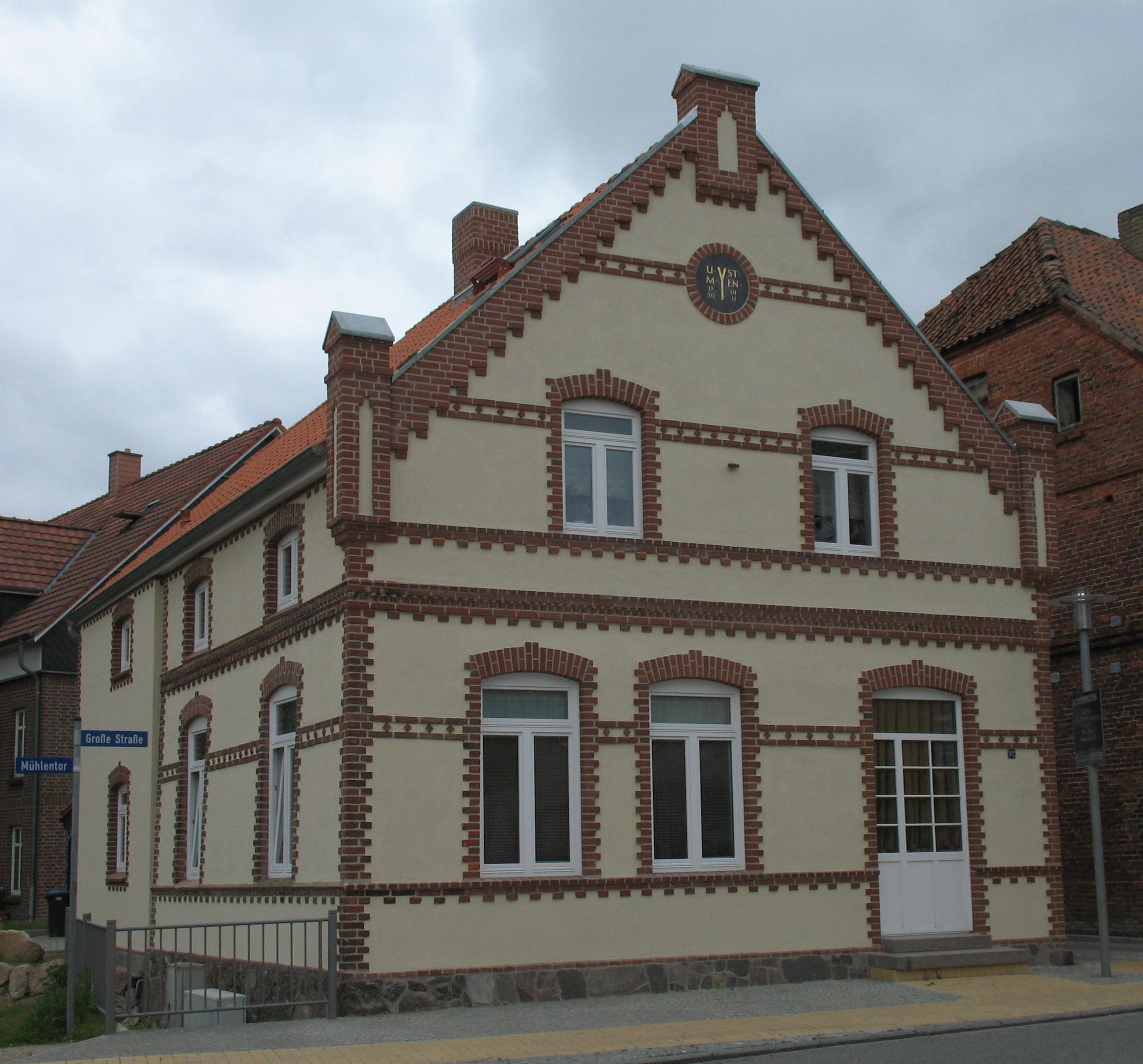
Nr. 92